# Janne Niinimaa
Janne Henrik Niinimaa (* 22. května 1975, Raahe) je bývalý finský lední hokejista, obránce. S finskou reprezentací vyhrál mistrovství světa v roce 1995 (první finský titul v historii), získal stříbro na Světovém poháru 2004 a bronz na olympijských hrách v Naganu roku 1998 a na mistrovství světa roku 2000. Hrál též na MS 1996 (5. místo), Světovém poháru 1996 (5. místo), olympijských hrách v Salt Lake City roku 2002 (6. místo), MS 2002 (4. místo), MS 2003 (5. místo), MS 2004 (6. místo) a MS 2009 (5. místo). Finskou nejvyšší soutěž hrál za Jokerit Helsinky (mistrovské tituly 1994 a 1996) a Kärpät Oulu (mistrovský titul 2005). Švédskou hockeyligan hrál za Malmö Redhawks, HV71 a Luleå HF. S HV71 se stal v roce 2010 mistrem Švédska. Vyzkoušel též ligu švýcarskou, v klubech HC Davos a Rapperswil–Jona. S Davosem vyhrál Spenglerův pohár 2011. Deset sezón prožil v NHL, v dresu Philadelphia Flyers, Edmonton Oilers, New York Islanders, Dallas Stars a Montreal Canadiens. Jeho bilance v základní části zámořské soutěže je: 741 zápasů, 319 kanadských bodů a 54 branek, což ho řadí na 26. místo mezi Finy v NHL. Ve vyřazovací části (Stanleyově poháru) přidal dalších 59 utkání, 24 bodů a tři branky. V roce 2001 byl vybrán do Utkání hvězd NHL. Kariéru ukončil roku 2014. V roce 2015 byl uveden do Finské hokejové síně slávy.